# Esther Brand
Esther Cornelia van Heerden-Brand (Springbok, 29 settembre 1922 – Bloemfontein, 20 giugno 2015) è stata un'altista e discobola sudafricana, campionessa olimpica di salto in alto a Helsinki 1952.

## Biografia
Studente delle Maitland High School di Città del Capo, nel 1941 eguagliò il record mondiale di salto in alto con la misura di 1,66 m.
Nel 1952, ai Giochi olimpici di Helsinki, si laureò campionessa olimpica della specialità, saltando 1,67 m e precedendo la britannica Sheila Lerwill (medaglia d'argento) e la sovietica Aleksandra Čudina (medaglia di bronzo). Nella stessa edizione delle Olimpiadi prese parte anche alla gara di lancio del disco, venendo eliminata nel turno di qualificazione.

## Palmarès
| Anno | Manifestazione  | Sede     | Evento           | Risultato | Prestazione | Note |
| ---- | --------------- | -------- | ---------------- | --------- | ----------- | ---- |
| 1952 | Giochi olimpici | Helsinki | Salto in alto    | Oro       | 1,67 m      |      |
| 1952 | Giochi olimpici | Helsinki | Lancio del disco | 20ª (q)   | 34,18 m     |      |